# تپه محمودآباد اسدی گرمسار
تپه محمودآباد اسدی گرمسار مربوط به هزاره اول - دوران‌های تاریخی پس از اسلام است و در شهرستان گرمسار، بخش مرکزی، دهستان کردوان واقع شده و این اثر در تاریخ ۲۵ خرداد ۱۳۸۱ با شمارهٔ ثبت ۵۸۱۲ به‌عنوان یکی از آثار ملی ایران به ثبت رسیده است.